# 이기주의
이기주의(利己主義, 문화어: 리기주의, 영어: egoism)는 어떤 대상의 이익이 최대화되는 행동을 올바름의 유일한 기준으로 삼는 사상이다. 사회적으로는 개인 또는 집단이 자신의 물질적 이익을 위해 공공선에 피해를 주는 행동을 이기주의적 행동이라 말하기도 한다. 이기주의는 자신의 행동의 동기와 목표로서 자기 또는 자아의 역할과 관련된 철학이다. 이기주의에 대한 다양한 이론은 다양한 이질적인 아이디어를 포괄하며 일반적으로 기술적인 형태나 규범적인 형태로 분류될 수 있다. 즉, 이것들은 사람들이 실제로 자기 이익을 위해 행동한다고 설명하거나 그렇게 해야 한다고 규정하는 데 관심이 있을 수 있다. 이기주의에 대한 다른 정의는 대신 자신의 이익보다는 자신의 의지에 따른 행동을 강조할 수 있으며, 더 나아가 이것이 더 진정한 이기주의 감각이라고 가정할 수 있다.
신 가톨릭 백과사전(New Catholic Encyclopedia)은 이기주의가 "어떤 기본 진리를 그 자체에 포함하고 있다. 즉 인간이 자신을 사랑하는 것은 자연스러운 일이다. 또한 각 사람은 궁극적으로 자기 자신, 쾌락, 잠재력의 발전, 권력을 획득하는 것은 일반적으로 바람직하다."고 설명한다. 자기 이익에 대한 도덕적 비난은 이기주의 철학에서 비판의 일반적인 주제이며, 그러한 판단은 통제 수단과 권력 관계의 결과로 조사된다. 이기주의는 또한 개인의 내적 동기에 대한 통찰력이 심리학이나 사회학과 같이 외부적으로 도달할 수 있다는 점을 거부할 수도 있지만, 예를 들어 프리드리히 니체의 철학에는 이것이 존재하지 않는다.

## 특징
이기주의는 모든 동물에 거의 공통된 자기보존본능(自己保存本能)의 생생한 표현이다. 그런 의미에서는 ‘주의(主義)’라는 말이 붙어 있기는 하더라도 그것은 체계화된 이데올로기는 아니다. 자연발생적인 모든 인간이 이기적으로 살아갈 수 밖에 없다고 느껴지는 현대사회에서는 이 사회심리는 압도적으로 많은 사람들의 마음 속에 많거나 적거나 존재하고 있다.

## 관련 단어
이기주의와 관련된 단어로는 다음과 같은 것이 있다.

### 철학, 사상
- 윤리적 이기주의는 개인의 행동의 올바름을 판단하는 기준은 개인의 이익이 최대화되는 행동이라고 주장하는 사상이다.
- 심리적 이기주의는 개인이 기본적으로 자신의 이익을 최대화시키는 방향으로 행동한다고 주장하는 사상이다.
- 자아주의는 모든 현상을 자기 중심으로 생각하는 주의 또는 주장이다.

### 문학
- 문학적으로, 자아주의는 스탕달이 주장한 문학 사조로, 작가가 작가 자신의 개성을 정밀하게 연구하여 묘사함으로써 자아 완성의 탐구를 추구하는 것을 의미한다.

### 사회 현상
- 이기심은 개인이 자신의 물질적 이익을 중시하여 공공 또는 타인의 이익보다 자신의 이익을 우위에 두는 마음을 의미한다.
- 집단 이기주의는 집단이 전체주의화 되고 거기다 이기주의가 결합하면 일어나는 현상이다. 특정 집단이 집단의 이익을 위해 공공 정책 등에 과도한 영향을 행사하려고 하는 현상이다. 집단의 이익이 하나로 좁혀질수록 잘 일어난다.

## 같이 보기
- 이타주의
- 계몽된 자기 이익
- 경제인
- 개인주의
- 개인주의적 아나키즘
- 이기심